# Bitter Sweet (King)
Bitter Sweet è il secondo ed ultimo album del gruppo new wave britannico di Coventry King, pubblicato nel 1985, su etichetta CBS.

## Il disco
Nonostante i King durarono soltanto due anni e mezzo, riuscirono a collezionare ben 5 singoli Top 40 in Gran Bretagna, tra cui due Top 10: Love & Pride (numero 2), ristampa del 45 giri d'esordio, tratto dal long playing di debutto Steps in Time, e Alone without You (numero 8), primo singolo da questo secondo 33 giri.
Entrambi gli LP raggiungono la Top 10, dopo di che, il gruppo si scioglie, mentre il cantante e leader, Paul King, inizia una breve e sfortunata carriera solista, pubblicando l'album Joy.
Dopo il primo singolo Top 10, Alone without You, vengono estratti altre due 45 dal secondo lavoro, The Taste of Your Tears e Torture, che arrivano, rispettivamente, al Numero 11 e al Numero 23, nel Regno Unito.
L'edizione in cassetta è leggermente diversa: contiene infatti una reprise del primo estratto, Alone without You, e invece della versione 7" di The Taste of Your Tears, presenta il remix 12" del medesimo brano.
A lungo irreperibile, nel settembre del 2007, il secondo album dei King è finalmente stato ristampato, in un'edizione rimasterizzata in CD, edita dall'etichetta Cherry Red, comprendente otto bonus tracks, costituite da remix e lati B, per un totale di 18 brani, contro i 10 del vinile e gli 11 della cassetta.

## Tracce

### LP
1. Alone without You - 3:35 (P. King)
2. Platform One - 3:05 (P. King)
3. I Cringed, I Died, I Felt Hot - 4:56 (P. King/M. Roberts)
4. (KFAD) Wait for No-One - 3:37 (P. King/M. Roberts/J. Lantsbery/A. Wall)
5. 2 M.B. - 3:38 (P. King)
6. These Things - 4:34 (P. King/M. Roberts)
7. The Taste of Your Tears - 4:03 (P. King)
8. Torture - 4:29 (P. King)
9. Sugar Candy Mountain Buddhas - 3:51 (P. King/A. Wall/J. Lantsbery)
10. Mind Yer Toes - 4:07 (P. King)

### MC
1. Alone without You - 3:35
2. Platform One - 3:05
3. I Cringed, I Died, I Felt Hot - 4:56
4. (KFAD) Wait for No-One - 3:37
5. 2 M.B. - 3:38
6. Alone without You - The Reprise - 3:23
7. These Things - 4:34
8. The Taste of Your Tears (Breaker Heart Mix) - 5:42
9. Torture - 4:29
10. Sugar Candy Mountain Buddhas - 3:51
11. Mind Yer Toes - 4:07

### CD
1. Alone without You - 3:35
2. Platform One - 3:05
3. I Cringed, I Died, I Felt Hot - 4:56
4. (KFAD) Wait for No-One - 3:37
5. 2 M.B. - 3:38
6. These Things - 4:34
7. The Taste of Your Tears - 4:03
8. Torture - 4:29
9. Sugar Candy Mountain Buddhas - 3:51
10. Mind Yer Toes - 4:07
11. Crazy Party - 3:26
12. Alone without You (Scorcher Mix) - 4:30
13. The Taste of Your Tears (Breaker Heart CD Mix) - 5:42
14. Torture (Passion Fruit Mix) - 6:43
15. Love & Pride (USA Summer Mix) - 6:17
16. I Kissed the Spikey Fridge (Rock Hard Mix) - 4:02
17. These Things (Reprise) - 2:30
18. Alone without You - The Reprise - 3:23

## Singoli estratti dall'album
- 1985 - Alone without You (UK numero 8)
- 1985 - The Taste of Your Tears (UK numero 11)
- 1986 - Torture (UK numero 23)

## Formazione
- Paul King: voce
- Mick Roberts: tastiere
- Anthony "Tony" Wall: basso
- Jim "Jackal" Lantsbery: chitarra
- Adrian Lillywhite: batteria

## Produzione
- Richard James Burgess: produzione
- Phill Brown: tecnico del suono e missaggio

### Studi di registrazione e missaggio
- Park Gate Studios: studio di registrazione
- Wessex Studios: studio di missaggio

### Staff
- Perry Haines per la Dolphin Lovers Ltd.: management e foto busta interna
- Rob O'Connor, James Palmer e Jeff Veitch: foto busta interna
- Simon Fowler: foto copertina
- Rob O'Connor/Stylo Rouge: design
- The Unity Club: fan club

## Dettagli pubblicazione
| Paese | Data | Etichetta | Formato | N° Catalogo |
| UK    | 1985 | CBS       | LP      | 86320       |
|       |      |           | MC      | 40-86320    |